# Каляево (Калужская область)
Каляево — деревня в Медынском районе Калужской области Российской Федерации. Входит в состав сельского поселения «Село Кременское».

## География
Деревня находится на региональной автодороге 29Н-309, на расстоянии 15 км к северу от города Медынь, административного центра района.

### Часовой пояс
Деревня Каляево, как и вся Калужская область, находится в часовой зоне МСК (московское время). Смещение применяемого времени относительно UTC составляет +3:00.

## История
До упразднения уездно-губернского деления деревня являлась административным центром Топоринской волости.

## Население
| 2002 | 2010 |
| ---- | ---- |
| 24   | ↘13  |

## Инфраструктура
Личное подсобное хозяйство с зоной сельскохозяйственного использования, индивидуальная застройка усадебного типа.

## Известные уроженцы
- Мараева, Анна Васильевна (1845—1928) — серпуховская купчиха первой гильдии и фабрикантша, деятельница старообрядчества.